# Tilbagetrækningsreformen
Tilbagetrækningsreformen er en aftale, offentliggjort af finansminister Claus Hjort Frederiksen den 13. maj 2011. Aftalen, der skulle træde i kraft efter det folketingsvalg, der senere blev indgået mellem VK-regeringen, Dansk Folkeparti og Det Radikale Venstre, indeholdt en fremrykning af den forøgelse af folkepensionsalderen, der allerede tidligere var aftalt i Velfærdsforliget fra 2006 mellem samme gruppe af partier samt Socialdemokraterne. Derudover indeholdt reformen en afkortning af efterlønnen fra 5 til 3 år og en seniorførtidspension for nedslidte.

## Baggrund
Statsminister Lars Løkke Rasmussen havde i sin nytårstale 1. januar 2011 bebudet nødvendigheden af at afskaffe efterlønnen for de danskere, der på daværende tidpunkt var under 45 år. Indtil da havde statsministeren afvist at ændre på efterlønsordningen, med opbakning fra et flertal i Folketinget (undtagelserne var Liberal Alliance, Det Radikale Venstre og Det Konservative Folkeparti). I januar 2011 fremlagde regeringen et forslag til en tilbagetrækningsreform med titlen ...vi kan jo ikke låne os til velfærd, der bl.a. afskaffer efterlønnen for alle under 45 år, hæver folkepensionsalderen med ½ år om året fra 2019 til 2022 (så folkepensionsalderen bliver 67 år fra 2022), og indfører en seniorførtidspensionsordning, der skal gøre det muligt at opnå førtidspension de sidste 5 år inden pensionering, uden den samme arbejdsprøvning som den almindelige førtidspension kræver.

## Aftalen forhandles
Forslaget blev efterfølgende forhandlet med Folketingets partier og den 13. maj 2011 offentliggjorde finansminister Claus Hjort Frederiksen, at VK-regeringen, Dansk Folkeparti og Det Radikale Venstre havde indgået et forlig om at ændre efterlønnen. Reformen indeholdt en fremrykning af den forøgelse af efterløns- og folkepensionsalderen på 5 år, der allerede tidligere var aftalt i Velfærdsforliget fra 2006 mellem samme gruppe af partier samt Socialdemokraterne. Derudover indeholdt reformen -efter krav fra Dansk Folkeparti- en bevarelse af en 3-årig efterlønsordning og en seniorførtidspension for nedslidte. Med aftalen afviste Det Radikale Venstre den del af Fair Løsning-planen, hvor Socialdemokraterne og Socialistisk Folkeparti ville fastholde en uændret efterløn.

## Gennemførelse
S,SF og R offentliggjorde et fælles regeringsgrundlag den 3. oktober 2011, hvor tilbagetrækningsreformen blev accepteret af S og SF og dermed medvirker til at finansiere de offentlige udgifter.